# シャッフル (2007年の映画)
『シャッフル』（原題: Premonition）は、2007年に製作されたアメリカ合衆国の映画。夫が亡くなるまでの日々が朝起きるとシャッフルされたようにランダムに現れ、なんとか助けようと試みる妻の物語。

## キャスト
| 役名                 | 俳優                           | 日本語吹き替え |
| -------------------- | ------------------------------ | -------------- |
| リンダ・ハンソン     | サンドラ・ブロック             | 佐々木優子     |
| ジム・ハンソン       | ジュリアン・マクマホン         | 相沢正輝       |
| ミーガン・ハンソン   | シャイアン・マクルーア         | 葛谷知花       |
| ブリジット・ハンソン | コートニー・テイラー・バーネス | 松久保いほ     |
| アニー               | ニア・ロング                   | 浅野まゆみ     |
| ジョアンヌ           | ケイト・ネリガン               | 宮寺智子       |
| クレア               | アンバー・ヴァレッタ           | 松久保いほ     |
| ロス医師             | ピーター・ストーメア           | 福田信昭       |

## スタッフ
- 監督：メナン・ヤポ
- 製作：アショク・アムリトラジ、ジョン・ジャシュニ、アダム・シャンクマン、ジェニファー・ギブゴット、サニル・パーカシュ
- 製作総指揮：アンドリュー・シュガーマン、ニック・ハンソン、ラース・シルヴェスト
- 脚本：ビル・ケリー
- 撮影：トーステン・リップシュトック
- 音楽：クラウス・バデルト

## その他
- 『シャッフル2 エクスチェンジ』Possession（2009年）という映画があるが、続編ではない。